# Corredentora

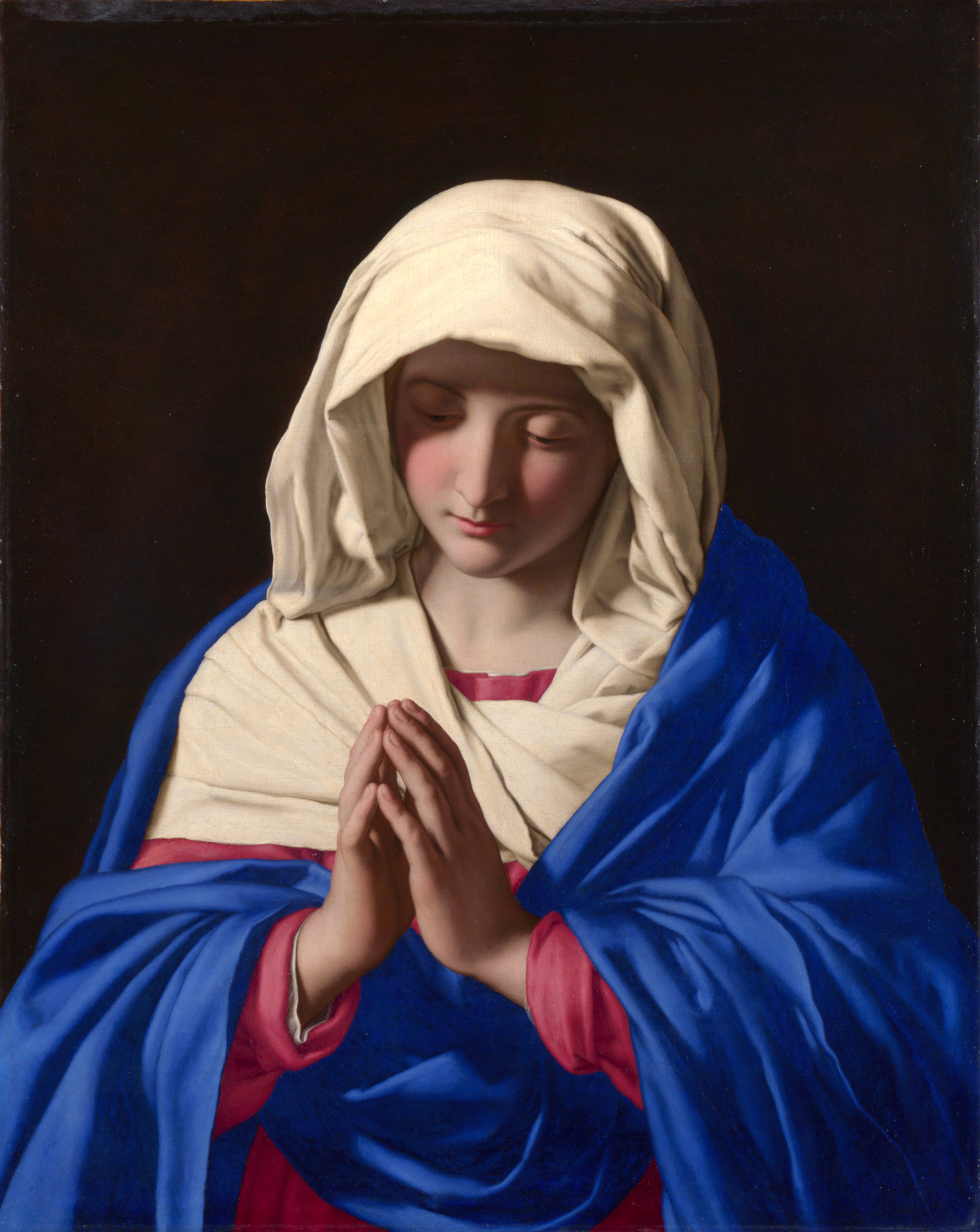
Virgen María rezando, por Giovanni Battista Salvi da Sassoferrato obra expuesta en el National Gallery de Londres.

Corredentora (también deletreado como; Co-Redentora es un término equivalente) es un título usado de modo piadoso dentro de la Iglesia Católica para con la Virgen María, así como un concepto teológico católico que se refiere al papel de María en la redención de todos los pueblos. Este título no pertenece a un dogma de la Iglesia pero es extendido en la enseñanza católica, y tiene ya una propuesta formal para estar incluido dentro de los dogmas marianos.

## Término

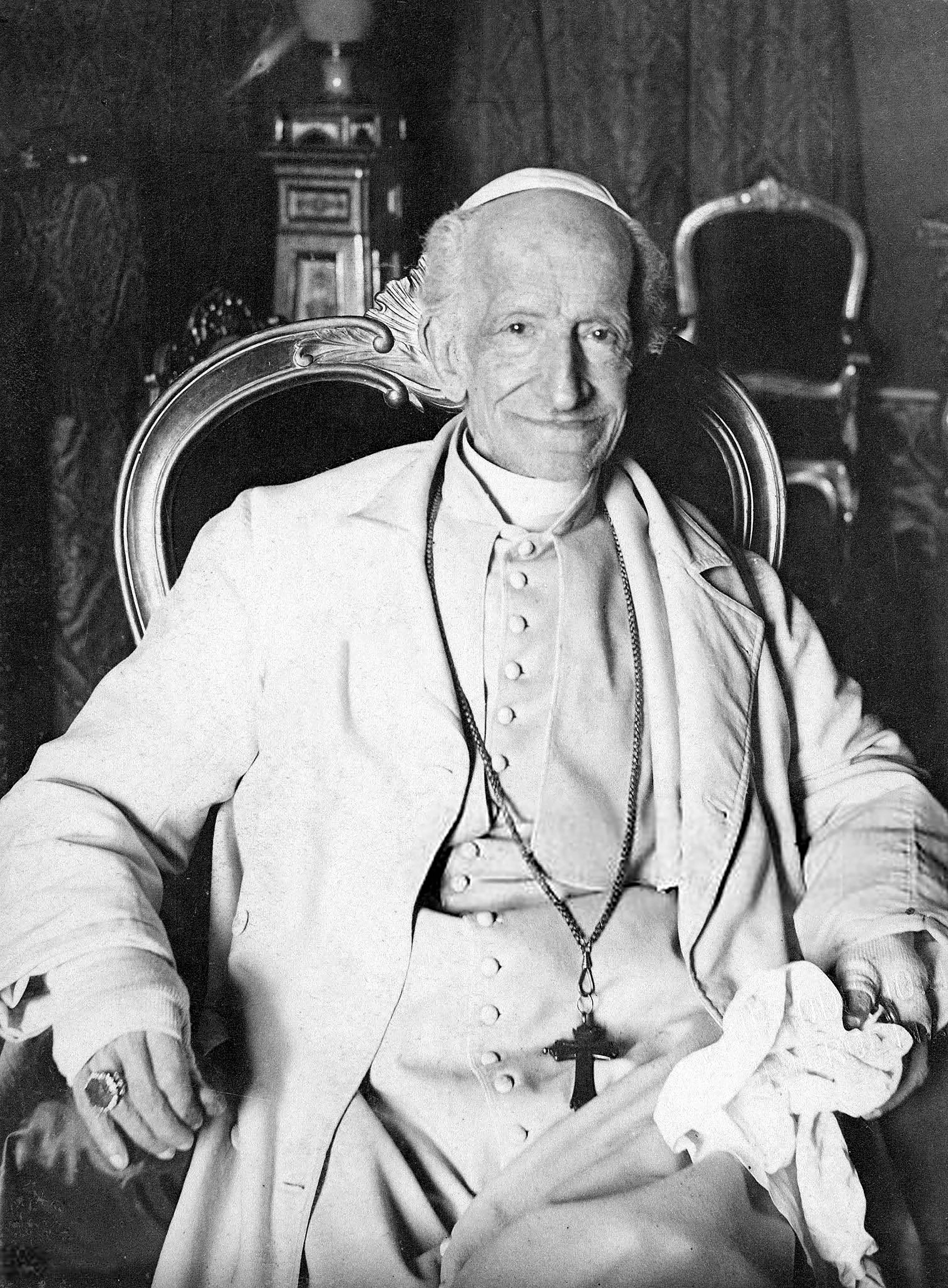
Papa León XIII.

Según quienes usan el término, corredentora se refiere a una participación subordinada pero esencial de la Virgen María en la redención que hace Jesús, en particular porque ella dio libre consentimiento para dar vida al redentor, lo que significaba compartir su vida, sufrimiento y muerte, que visto desde el cristianismo, significa que estos actos de María colaboraron en la redención del mundo.
Relacionado con esta creencia está el concepto de María, la madre de Jesús, como mediadora, que es un concepto separado pero incluido regularmente por los católicos que usan el título de corredentora. Actualmente dentro de la iglesia católica existen cuatro dogmas sobre la virgen María y existe formalmente 'una propuesta para que sea llamada tanto mediadora como corredentora', este podría ser un quinto dogma.
El término corredentora fue utilizado por el Papa León XIII en 1894. «Porque en el Rosario todo el papel que María tomó como nuestra Corredentora nos viene a nosotros».
Los primeros usos del término corredentora para con María en los pronunciamientos oficiales de las Congregaciones Romanas tienen lugar bajo el magisterio de Pío X. Corredentora es utilizado tres veces por la Santa Sede en las iniciativas de tres Congregaciones de la Curia, y por lo tanto está contenido en la publicación de sus actos oficiales en el Acta Apostolicae Sedis.
El concepto fue usado especialmente a finales de la Edad Media , cuando se promovió fuertemente entre la orden de los franciscanos pero los dominicos se resistieron a utilizar esta palabra. A principios del siglo XVI, las esperanzas de que el concepto se convirtiera en doctrina de la iglesia católica había retrocedido y ya no era algo esperado dentro del clero.   
En tiempos más recientes, el título ha recibido cierto apoyo del Magisterio Católico aunque no está incluido en el capítulo final de la constitución apostólica Lumen gentium del Concilio Vaticano II, capítulo que muchos teólogos consideran un resumen completo de mariología católica. Algunos,en particular los partidarios de las visiones de Ámsterdam, han solicitado una definición dogmática, junto con el título de mediadora, y el proceso para una mayor aclaración teológica y una eventual definición dogmática está en curso. El Papa Juan Pablo II fue el más favorable de los Papas recientes en cuanto al término corredentora para con María. Mientras que como cardenal, el Papa Benedicto XVI, sugirió que el título mariano causaba confusión y no reflejaba suficientemente las Escrituras.   
El Papa Francisco ha sugerido repetidamente que no se utilice el título.

## Historia
Ya en el año 200, el proclamado padre y doctor de la Iglesia católica, Ireneo de Lyon, se refirió a María como la causa de nuestra salvación ( latín: causa salutis ) dada su fiat ("déjalo ser"). teólogos distinguen entre "cooperación a distancia", por la cual ella consiente la Encarnación y da a luz al Hijo de Dios, y "cooperación inmediata", en la que ella se une voluntariamente a la Pasión de su Hijo y lo ofrece de vuelta al Padre.

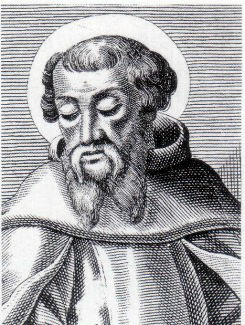
Ireneo de Lyon, c (en griego: Εἰρηναῖος) (Esmirna, Asia Menor, c. 130 - Lyon, c. 202).

Filósofos también hacen una distinción entre el mérito de condigno (el mérito de Cristo), que se basa en la justicia, y el mérito propietario de congruo (el mérito de María), que se basa en la amistad de la caridad. 
Varios teólogos han discutido el concepto a lo largo de los años, desde el padre Frederick William Faber del siglo XIX hasta el padre mariólogo Gabriel Roschini del siglo XX .
En su publicación de 1946 Compendium Mariologiae, Roschini explicó que María no solo participó en el nacimiento del Jesús físico, sino que, con la concepción, entró con él en una unión espiritual . Según Roschini el plan divino de salvación, no solo material, incluye una unidad espiritual permanente con Cristo. La mayoría de los mariólogos están de acuerdo con esta posición.
El título tiende a ser más popular entre los católicos conservadores.  Los que proponen este término modernos ven algo de apoyo en Inter sodalica, una carta conmemorativa de 1918 del Papa Benedicto XV a una cofradía romana: Como la Santísima Virgen María no parece participar en la vida pública de Jesucristo, y luego, de repente aparece en el estaciones de su cruz, ella no está allí sin la intención divina. Sufre con su hijo que sufre y agoniza, casi como si ella misma se hubiera muerto. Por la salvación de la humanidad, renunció a sus derechos como madre de su hijo y, en cierto sentido, ofreció el sacrificio de Cristo a Dios el Padre en la medida en que se le permitió hacerlo. Por tanto, se puede decir que redimió con Cristo al género humano. 
No ha habido ninguna retractación hasta ahora, ni declaraciones equivalentes desde entonces.
En su encíclica sobre la Inmaculada Concepción, Ad diem illum laetissimum , el Papa Pío X dijo: 

«... Dado que María lo lleva sobre todo en santidad y unión con Jesucristo, y ha sido asociada por Jesucristo en la obra de la redención, ella merece para nosotros de congruo , en el lenguaje de los teólogos, lo que Jesucristo nos merece de condigno»
(Pío XII, encíclica Mystici Corporis Christi).

Papa Pío XII , en su encíclica sobre el "Cuerpo Místico de Cristo", Mystici Corporis Christi , dijo: 

Fue ella, la segunda Eva, quien, libre de todo pecado, original o personal, y siempre más íntimamente unida a su Hijo, lo ofreció en el Gólgota al Padre Eterno por todos los hijos de Adán, manchado de pecado por su infeliz caída. , y los derechos de su madre y el amor de su madre se incluyeron en el holocausto. Así, la que, según la carne, era la madre de nuestra Cabeza, con el título añadido de dolor y gloria, llegó a ser, según el Espíritu, la madre de todos sus miembros.»
(Pío XII, encíclica Mystici Corporis Christi).

Sin embargo, los intentos de promover un quinto dogma mariano emprendidos en los años 20 y 40 del siglo XX no se materializaron debido al veto de Pío XII. El término no se usó en el capítulo final de la constitución apostólica Lumen gentium del Concilio Vaticano II , que muchos teólogos sostienen que es un resumen completo de la mariología católica. Algunos, en particular los partidarios de las visiones de Ámsterdam, han solicitado una definición dogmática, junto con el de mediadora, pero los recientes comentarios de alto nivel en la Iglesia no han alentado estas esperanzas.
El 7 de abril de 2017, la Congregación de la Madre Corredentora pasó a denominarse Congregación de la Madre del Redentor por recomendación de la Congregación para la Evangelización de los Pueblos, debido a la «ambigüedad teológica» del título Corredentora. En dos ocasiones, en diciembre de 2019  y marzo de 2021,el Papa Francisco se ha pronunciado en contra del uso del término.

## Contexto
El concepto de María ofreciendo los sufrimientos de Cristo es teológicamente complejo. Según Ambrosio de Milán,  «Cristo se ofreció solo a sí mismo; "La Pasión de Cristo no necesitó ninguna ayuda»
Dentro de la visión católica el título corredentora no implica que María participe en partes iguales en la redención de la raza humana, ya que Cristo es el único redentor.  María misma necesitaba redención y fue redimida por Jesucristo. Ser redimido por Cristo implica que ella no puede ser su parte igual en el proceso de redención. Del mismo modo, si se describe a María como la mediadora de todas las gracias, « debe entenderse de tal manera que no quita ni añade nada a la dignidad y eficacia de Cristo único Mediador».
El Papa Pío XII en Munificentissimus Deus , la bula que define el dogma de la Asunción de María , usó la expresión "la venerada Madre de Dios, ... unida ... con Jesucristo en un solo y mismo decreto de predestinación ... como el noble asociado del divino Redentor ". Todo este tema se vuelve más complejo por la comprensión en evolución de lo que significa "sacrificio" en la iglesia católica, ya sea propiciatorio o expiatorio.

## Definición dogmática propuesta
Se han hecho esfuerzos para proponer una dogmatización formal, que ha tenido apoyo tanto popular como eclesiástico. La propuesta del dogma se asocia a menudo con las supuestas apariciones de Nuestra señora de todas las naciones a Ida Peerdeman, en Ámsterdam, Holanda . Según la vidente informó que la Señora de la aparición le ordenó repetidamente que pidiera al Papa Pío XII que definiera dogmáticamente la maternidad espiritual de María bajo el triple título de Corredentora, mediadora y abogada.
En las décadas intermedias, la postura de la Iglesia sobre las apariciones de Ámsterdam ha sido mixta. A partir de 2002, las apariciones cuentan con la aprobación del ordinario diocesano, Obispo Jozef Marianus Punt de Haarlem, Ámsterdam.
La posibilidad de tal dogma fue planteada en el Concilio Vaticano II por los obispos italianos, españoles y polacos, pero no se trató en el piso del concilio.  Posteriormente, "el Concilio no solo no tomó la ruta de un pronunciamiento dogmático, sino que evitó positivamente el uso de la palabra corredentora y los papas deliberadamente no incluyeron tal lenguaje en sus encíclicas.
A principios de la década de 1990, el profesor Mark Miravalle de la Universidad Franciscana de Steubenville y autor del libro Mary: Coredemptrix, Mediatrix, Advocate (en español: María: Corredentora, Mediadora y Defensora) lanzó una petición popular para instar al Papa Juan Pablo II a declarar a María Corredentora ex cathedra.
Salvatore Perrella, de la Pontificia Facultad Teológica del Marianum en Roma, pensó que esto indicaba "... una cierta 'subestimación' de la enseñanza del Concilio, que tal vez se cree que no es completamente adecuada para ilustrar de manera comprensiva la co-operación en la obra de redención de Cristo ". 

## Base bíblica
El Nuevo Testamento se cita comúnmente a favor de esta enseñanza:  

«Estaban junto a la cruz de Jesús, su madre y la hermana de su madre, María de Cleofás y María Magdalena . Cuando Jesús vio a su madre y al discípulo a quien amaba de pie, dice a su madre: Mujer, ahí tienes a tu hijo. Después de eso, dice al discípulo: Ahí tienes a tu madre. Y desde aquella hora, el discípulo la llevó a los suyos...»
(Juan 19:25-27).

«Yo, Pablo, ahora me regocijo en mis sufrimientos por ustedes, y colmo las cosas que faltan de los sufrimientos de Cristo, en mi carne, por su cuerpo, que es la iglesia" »
(Colosenses 1:24).

Lumen gentium , la Constitución Dogmática sobre la Iglesia, dice:

«De esta manera singular, ella cooperó con su obediencia, fe, esperanza y caridad ardiente en la obra del Salvador para devolver la vida sobrenatural a las almas. Por lo tanto, ella es nuestra madre en el orden de la gracia »
(Lumen gentium).

## Argumentos opuestos
Los argumentos que se oponen son que tal dogma podría limitar, según el entendimiento popular, el papel redentor de Jesucristo. Faber dice sobre este término :

«Nuestro Bendito Señor es el único Redentor del mundo en el verdadero y propio sentido de la palabra, y en este sentido ninguna criatura comparte el honor con Él, ni se puede decir sin impiedad de Él que es corredentor con María. , ... [aunque] en un grado en el que ningún otro se acerca, nuestra Santísima Señora cooperó con Él en la redención del mundo.»
(Frederick William Faber. El pie de la Cruz; o, los dolores de María 1858).

Faber reconoció que el término corredentora generalmente requiere alguna explicación en el inglés moderno porque muy a menudo el prefijo co- tiende a implicar una completa igualdad. También explica que, «Por lo tanto, en lo que respecta al significado literal de la palabra, parecería que el término corredentora no es teológicamente verdadero, o al menos no expresa la verdad que ciertamente contiene con precisión teológica».
El uso de la palabra corredentora fue rechazado por el Vaticano en el pasado debido a serias dificultades teológicas.  En agosto de 1996, se celebró un congreso mariológico en Częstochowa, Polonia, donde se estableció una comisión en respuesta a una solicitud de la Santa Sede sobre el uso de la palabra corredentora. El congreso solicitó la opinión de los expertos allí presentes con respecto a la posibilidad de proponer un quinto dogma mariano de María como corredentora, mediadora y abogada. La comisión declaró unánimemente que no era oportuno y votó 23-0 en contra del dogma propuesto.
Otro argumento es que también complicaría los esfuerzos ecuménicos para una mejor comprensión del papel de la Santísima Virgen María en el misterio de salvación de Jesucristo.
Para 1998 era dudoso que el Vaticano fuera a considerar nuevos dogmas marianos. El portavoz papal declaró: «Esto no está siendo estudiado por el Santo Padre ni por ninguna congregación o comisión del Vaticano ». Un destacado mariólogo afirmó que la petición era «teológicamente inadecuada, históricamente un error, pastoralmente imprudente y ecuménicamente inaceptable».   
El Papa Juan Pablo II advirtió contra "toda falsa exageración";  su enseñanza y devoción a María ha sido estrictamente "exaltar a María como la primera entre los creyentes, pero concentrando toda la fe en el Dios Uno y Trino y dando primacía a Cristo".  En su carta apostólica de 1994, Tertio Milennio Adveniente , dijo Juan Pablo: "Cristo, el Redentor del mundo, es el único Mediador entre Dios y los hombres, y no hay otro nombre bajo el cielo por el cual podamos ser salvos (cf. Hch 4, 12).
Cuando se le preguntó en una entrevista en 2000 si la Iglesia estaría de acuerdo con el deseo de definir solemnemente a María como Corredentora, el entonces Cardenal Ratzinger, más tarde Papa Benedicto XVI, respondió que, "... la fórmula" Corredentora "se va en gran medida del lenguaje de la Escritura y de los Padres y, por tanto, da lugar a malentendidos ... Todo viene de Él [Cristo], como nos dice la Carta a los Efesios y, en particular, la Carta a los Colosenses, María, también, es todo lo que es a través de Él. La palabra “Corredentora” oscurecería este origen. Una intención correcta se expresa de manera incorrecta.